# 浅野誠 (教育学者)
浅野 誠（あさの まこと、1946年10月21日 - ）は、日本の教育学者、元中京大学教授。

## 略歴
岐阜県羽島郡柳津町（現・岐阜市）生まれ。東京大学大学院教育学研究科修士課程修了。1972年沖縄大学講師、1973年琉球大学教育学部助手、講師、助教授、1990年中京大学教授となり、2004年沖縄国際大学教授。2017年沖縄大学客員教授。1971年以来、全国生活指導研究協議会の常任委員会代表などを務め、1983年の日本生活指導学会創設時の事務局長など、教育関係の諸学会の役職を歴任。

## 著書
- 『沖縄教育の反省と提案』明治図書出版 1983
- 『子どもの発達と生活指導の教育内容論 生活指導は何を教えるのか』明治図書出版 1985
- 『集団づくりの発展的検討 「学級集団づくり入門第二版」の検討』 (現代生活指導選書） 明治図書出版 1988
- 『沖縄県の教育史』 (都道府県教育史) 思文閣出版 1991
- 『大学の授業を変える16章』大月書店 1994
- 『学校を変える学級を変える』青木書店 1996
- 『転換期の生活指導 続学校を変える学級を変える』青木書店 1996
- 『授業のワザ一挙公開 大学生き残りを突破する授業づくり』大月書店 2002
- 『〈生き方〉を創る教育』大月書店 2004
- 『ワークショップガイド』アクアコーラル企画 2006
- 『沖縄田舎暮らし 自然・人々とつながる人生創造』アクアコーラル企画 2007
- 『沖縄おこし・人生おこしの教育』アクアコーラル企画 2011
- 『魅せる沖縄 私の沖縄論』高文研 2018

### 共編著
- 『行事・文化活動と集団づくり』 (沖生研シリーズ） 編, 沖縄生活指導研究会著 明治図書出版 1980
- 『へき地・小規模校の集団づくり』 (沖生研シリーズ） 編, 沖縄生活指導研究会著 明治図書出版 1981
- 『大学における教育実践』原正敏共編 水曜社 1983
- 『集団づくり実践入門 実践のひとりだちまで』 (沖生研シリーズ) 沖縄生活指導研究会 著, 編. 明治図書出版 1983
- 『講座・小学生問題』全5巻 大畑佳司共編 明治図書出版 1986-1987
- 『能力主義をぶっとばせ 階層分化と班づくり』 (「新版学級集団づくり入門」実践シリーズ)宮本誠貴共著 明治図書出版 1994
- 『グローバル教育からの提案 生活指導・総合学習の創造』デイヴィッド・セルビー共編 日本評論社 2002